# Манастир Вратна
Манастир Вратна припада епархији тимочкој Српске православне цркве и налази се код истоименог села, недалеко од Неготина.

## Историјат
Смештен је на обали истоимене реке, познате по својим природним каменим мостовима, који су највиши у Европи. Према народном предању, подигао га је архиепископ Никодим (1317—1324) почетком XIV века за краља Милутина Немањића (1282—1321). Манастир је током векова више пута рушен и обнављан, а данас је активан женски манастир. Сабор се око манастира окупљао о Петровдану. Његова црква је посвећена Вазнесењу Господњем (Спасовдан), а поред ње се налазе два конака. Сама грађевина је једноставна једнобродна црква са полукружном апсидом и звоником подигнутим на улазу. Њена дужина износи 16 метара, ширина 7,5, док су јој зидови дебели 2.5 метра.
Манастир је обновљен или делимично обновљен 1415. године, а у другој половини 18. века је запустео. Станко Фрајкор, који је касније постао неготински оборкнез, је обновио манастир, али су га Турци већ 1813. године спалили, после пропасти Првог српског устанка. Јон Тајкулица је 1837. године обновио манастир, а 1856. године су мештани околних села (Јабуковац, Вратна и Уровица) подигли конак западно од цркве.
Стеван Радуловић, трговац из Неготина и Петар Страјиновић, земљорадник из Вратне поклонили су 1858. године манастиру звоно у вредности од 112 бечких фунти, а Милица П. Чортановић, супруга наставника цртања и живописца Павла Чортановића обновила је царске двери, поклонила две иконе и Распеће на врху иконостаса. Манастир је доживео обнову  1939. године када је реновирана спољна фасада, лимарија и кровна конструкција. Радовима је руководио инжењер Васеци, руски емигрант из Неготина, а радници су били из околине Бабушнице.
До 1839. године је у манастиру живео по један јеромонах, чија је обавеза била да рачуне полаже властима. Манастирску нурију је 1864. године чинило само село Вратна са 87 кућа. Манастирски капитал је 1864. године износио 20.974 гроша. Према табели из 1889. године манастирско добро су чинили: 18,75 хектара зиратне земље и 280 хектара шуме. Посед је 1895. године био мањи - 274 хектара, од којих под шумом 260. Капитала није било а вредност манастирског имања износио је 18.640 динара.
Године 1870. манастир био у атару села Вратне, окружију Краинском, срезу Брзопаланачком и епархији Неготинској. Ту бораве два калуђера.
Манастир је 1898. године спадао у оне "трећег реда". Настојатељ - игуман био је тада Филарет Петровић. Игуман Филарет је 1899. године предао Управи Српске књижевне задруге 1.000 динара у виду акција Српског бродарског друштва. То је урадио са намером да од дивиденде тих акција сваке пете године Задруга објавио једно историјско-филозофско или поучно књижевно дело. У манастир су често свраћали тада посетиоци - туристи и ученичке средњошколске екскурзије.
Јеромонах Амврозије је пред Други светски рат (1936-1937) био једини калуђер у манастиру. Помагао му је стари црквењак Јован, сељак Влах. Манастир је имао своју воденицу у којој је млео Амврозије, да би се хранио мамаљугом. Са пушком је морао калуђер да чува шуму од лопова дрвосеча, уз помоћ пет великих паса. На једном каменом вису био је постављен мермерни крст да обележи намерницима место манастира. Манастирска црква је 1936. године ниска, мемљива, са темељом од камена, иначе чатмара, од плетера облепљена блатом. Посетилаца у већем броју било је само о манастирској слави. Године 1941. с јесени партизани су напали и потпуно опљачкали манастир Вратну. Изнели су из њега све, па и ствари из олтара.
Манастирска слава је Спасовдан.
Старешина манастира у периоду од 1975. до 1998. године била је игуманија мати Евпраксија (Гајић).